# Ernst Ferdinand Klein
Ernst Ferdinand Klein (Breslavia, 3 settembre 1744 – Berlino, 18 marzo 1810) è stato un giurista tedesco.

## Carriera
Klein studiò legge a Halle sotto Daniel Nettelbladt, un seguace di Christian Wolff, prima di esercitare la professione legale a Breslavia. Nel 1781 si trasferì a Berlino, dove prestò servizio nel dipartimento di giustizia prussiano come consigliere del Gran Cancelliere Johann H. C. von Carmer e collaborò con Carl Gottlieb Svarez. Fu attivo nella Mittwochsgesellschaft (Società del mercoledì): la sua Freiheit und Eigenthum (1790) fu presentata come un insieme di dialoghi tra membri della società. Nel 1791 tornò a Halle e nel 1800 fu di nuovo a Berlino come Consigliere della Corte Superiore.

## Opere
- Freiheit und Eigenthum [Freedom and Property], 1790
- Grundsätze des gemeinen deutschen und preußischen peinlichen Rechts. Halle 1796 (2ª ed. Halle 1799).
- Grundsätze der natürlichen Rechtswissenschaft, 1797